# Grigorij Fedotov
Grigorij Ivanovič Fedotov (in russo Григорий Иванович Федотов?; Noginsk, 29 marzo 1916 – Mosca, 8 dicembre 1957) è stato un calciatore sovietico, di ruolo attaccante.

## Carriera
Fu il primo calciatore a segnare più di 100 reti nel campionato sovietico. Ottenne il titolo di capocannoniere del campionato sovietico nel 1939 e nel 1940.

## Palmarès

### Club
- Vysšaja Liga: 3

CDKA Mosca: 1946, 1947, 1948
- Kubok SSSR: 2

CDKA Mosca: 1945, 1948
- Pervaja Liga: 1

Serp i Molot Mosca: 1936 (autunno)

### Individuale
- Capocannoniere della Vysšaja Liga: 1

1939 (21 gol), 1940 (21 gol)